# 광명 나들목
광명 나들목(光明-, Gwangmyeong IC)은 경기도 광명시 노온사동에 설치된 제2경인고속도로의 12번 교차로이다. 광명시내에서 꽤 멀리 떨어져 있다. 2027년 평택파주고속도로 남광명 분기점 ~ 88 분기점 구간이 개통되면 나들목 겸용 분기점으로 변경될 예정이다.

## 연혁
- 1991년 3월 22일 : 나들목 신설을 위해 광명도시계획시설 교통광장에 광명시 노온사동 일대를 광명 나들목으로 고시[1]
- 1994년 7월 7일 : 제2경인고속도로 서창 ~ 광명 구간 개통과 함께 영업 개시[2]
- 2018년 2월 20일 : 광명 ~ 서울고속도로 신설을 위해 광명시 도시계획시설 교통광장에 노온사동 일원을 광명 분기점 및 광명 나들목으로 고시[3]

## 구조물 정보
- 위치: 경기도 광명시 노온사동

## 접속하는 노선・도로

### 평택・파주방면
- 평택파주고속도로

### 인천・성남방면
- 제2경인고속도로 (12번)

### 광명시방면
- 광명로